# Sektion Ulm des Deutschen Alpenvereins
Die Sektion Ulm des Deutschen Alpenvereins (kurz DAV Ulm) ist eine Sektion des Deutschen Alpenvereins in Ulm. Die Sektion Ulm wurde am 19. April 1879 gegründet und ist somit eine der älteren und mit 9.582 Mitgliedern (Stand: 31. Dezember 2024) eine der größeren Sektionen des Deutschen Alpenvereins und der größte alpine Verein der Universitätsstadt Ulm.

## Geschichte
Aus der 1869 in Stuttgart gegründeten Sektion Schwaben entstand am 19. April 1879 die Sektion Ulm-Neu-Ulm, außerdem 1881 die Sektion Leutkirch (Schwarzer Grat). Als vierte Sektion in Schwaben wurde als weiterer Ableger der Sektion Schwaben 1888 die Sektion Ravensburg gegründet. Die Sektion Ulm-Neu-Ulm wurde von 20 Gründungsmitgliedern im Augsburger Hof in Neu-Ulm ins Leben gerufen. Die Sektion Neu-Ulm spaltete sich am 25. Oktober 1901 ab und bildete eine eigene Sektion.
Die Sektion Ulm sollte nach Meinung des ersten Vorsitzenden und des gesamten Vorstandes zur Feier des 25-jährigen Bestehens unbedingt eine Hütte haben. Der Bau eines eigenen Bergsteigerheims wurde beschlossen und die Ulmer Hütte am Arlberg am 5. September 1903 eröffnet. Die Feier zum 25-jährigen Bestehen der Sektion im Frühjahr 1904, mit der sie sich erstmals mit einer großen Veranstaltung in die Öffentlichkeit wagte, zeigte den Wandel der Vereinspolitik zu einer Öffnung, die mehr Menschen in den Alpenverein führen sollte. Das um die Jahrhundertwende immer beliebter werdende Schilaufen bot der Sektion mit der Gründung der Schiabteilung die Gelegenheit, einem sportlichen Bedürfnis entgegenzukommen und in organisierter Form anzubieten.
Die Sektion Ulm war ein gesellschaftlich exklusiver Zirkel. Die Titel der Vorstandsmitglieder zeigten, in welchen Kreisen die Sektion ihre Mitglieder fand. Sie gehörten alle durchweg dem gehobenen Bürgertum an, sie waren Unternehmer, Akademiker, höhere Beamte und Offiziere. Die Exklusivität der Sektion zeigte sich in der verschärften Aufnahmeregelung von 1910, ein Sektionsmitglied musste einen Kandidaten schriftlich beim Vorstand anmelden, dann entschied die Monatsversammlung auf Zuruf oder in geheimer Abstimmung mit Zweidrittelmehrheit über die Aufnahme. Eine relativ kleine Gruppe konnte damit jede Neuaufnahme verhindern. Das Mitgliederverzeichnis von 1911 gibt Auskunft über die soziale Struktur der Sektion, die überwiegende Mehrheit der Mitglieder gehörte dem gehobenen Mittelstand an.
Nach dem Ersten Weltkrieg fand die innere Organisation wieder zu einer festen Struktur. Neben dem 1. und 2. Vorsitzenden gab es im Vorstand noch weitere Ämter, deren Inhaber wichtige Aufgaben übernahmen. Darüber hinaus zählten zum Vorstand die Hüttenwarte der Ulmer Hütte, einer für die Verwaltung und der andere für Bau und Einrichtung zuständig, sowie ein Bücherwart, ein Wanderwart, ein Schriftführer, ein Obmann der Jugendabteilung, ein Vertreter der Schiabteilung und von 1932 an ein Jugendwart. In dieser Zeit wurde die Abgrenzung des alpinen Arbeitsgebietes der Ulmer Sektion am Arlberg vollzogen. Im Süden bildete die Arlbergstraße die Grenze zu den Gebieten der Sektion Konstanz und der Sektion Reutlingen, im Westen zog man eine Linie von Stuben zum Flexenpass gegen das Gebiet der Sektion Ravensburg, die dann im Norden von dort aus über den Grat des Trittkopfes und den Vallugagipfel zum Almejurbach gegen dasjenige der Sektion Stuttgart verlängert wurde und im Osten verlief die Grenze gegen das Gebiet der Sektion Schwarzer Gart, der heutigen Sektion Leutkirch, über die Knoppenjochspitze und den Kamm der Weißschrofengruppe bis zu deren Ostabfall, von wo aus eine gerade Linie nach St. Anton führte.
Am 17. Dezember 1944 zerstörte ein Luftangriff auf die Ulmer Innenstadt. Die Geschäftsstelle fiel dem Feuer zum Opfer, auch das Archiv der Sektion verbrannte, die wenigen Akten die noch erhalten blieben, waren verkohlt, dass sie nicht mehr zu gebrauchen waren. 1945 wurde beim Einmarsch der amerikanischen Besatzungstruppen die Sektion, wie alle deutschen Vereine, verboten. Am 15. Mai 1946 konnte der Alpenverein in Ulm im Ratskeller durch 92 Anwesende wieder ins Leben gerufen werden. Der Hauptverein nunmehr vom Österreichischen Alpenverein abgetrennt, wurde erst am 21./22. Oktober 1950 durch die „12 Apostel“ in Würzburg unter dem Namen „Deutscher Alpenverein“ (DAV) wiedergegründet.
Die Grenzsperre 1946 nach Österreich machte den Besuch der Ulmer Hütte unmöglich. Ein vorläufiger Ersatz als Ausgangspunkt für Wanderungen und als Stützpunkt für das Winterprogramm der Schiabteilung war dringend erforderlich. Fündig wurde die Sektion auf der Lenzenbergalm bei Obermaiselstein südlich von Sonthofen. Der Pachtvertrag wurde auf zwei Jahre abgeschlossen. Die Lenzenberghütte erforderte viel Arbeit und Eigeninitiative beim Ausbau. Die Sektion gab die Hütte 1949 nach nur drei Jahren wegen des hohen Pachtzinses wieder auf. Für die Jugend-Bergfahrten-Gruppe „Uli-Wieland“ baute die Sektion eine Hütte in der Gemeinde Blaubeuren, Einweihung der Uli-Wieland-Hütte war am 31. Juli 1949. Als Schihütte konnte die Sektion 1964 die Schwandalpe mit einem entsprechenden Grundstück käuflich erwerben. Nach dem Umbau und Erweiterung der Hütte wurde diese am 17. September 1967 eingeweiht.
Ende des 20. Jahrhunderts galt es die Organisationsstrukturen der wachsenden Mitgliederzahl anzupassen und zu modernisieren, um eine reibungslose und effiziente Verwaltung der Mitglieder und die Durchführung der Sektionsarbeit zu ermöglichen. Als erster Schritt zur Modernisierung formulierte der neu gewählte Vorstand auf der Mitgliederversammlung am 23. Januar 1976, „die Organisation des Vereins unter anderem durch Delegation von Verantwortung auf die neu gewählten Mitglieder des Gesamtvorstandes zu verbessern“. Inzwischen hielt auch mit der EDV-Verwaltung der Mitglieder der technische Fortschritt Einzug. Ein weiterer Schritt zur Modernisierung wurde mit dem Einrichten einer Webseite vollzogen. Interessierte können sich auf der Homepage über die Sektion und ihre Hütten, über das Touren-, Ausbildungs- und Veranstaltungsprogramm zu jeder Zeit informieren. Die Mitteilungen der Sektion verbinden die Mitglieder miteinander, eine außerordentlich wichtige Funktion in einem Großverein. Die Mitteilungen berichten 2 Mal im Jahr über wichtige Ereignisse und Versammlungen, stellen das Programm der Sektion, der Schiabteilung, der Senioren- und Jugendgruppen vor und enthalten zahllose Berichte über Hochtouren und Wanderungen, die zum Nacheifern anregen.

## Sektionsvorsitzende
Eine chronologische Übersicht über alle Präsidenten der Sektion seit Gründung.
| Amtszeit  | Präsident          |
| --------- | ------------------ |
| 1879–1883 | Moriz Gemmingen    |
| 1885–1909 | Karl Teichmann     |
| 1909–1912 | Friedrich Prinzing |
| 1912–1931 | Wilhelm Weisser    |
| 1931–1935 | Karl Weiger        |
| 1935–1945 | Eugen Schäuffelen  |
| 1945–1946 | ― 1                |
| 1946–1947 | Eugen Blum         |
| 1947–1947 | Albert Mayer       |
| 1947–1958 | Karl Weiger        |

| Amtszeit  | Präsident        |
| --------- | ---------------- |
| 1958–1976 | Friedrich Frank  |
| 1976–1989 | Rudolf Endriß    |
| 1989–1995 | Herbert Heckner  |
| 1995–2009 | Jörg Michahelles |
| Seit 2009 | Heinz Schmid     |

Anmerkung

## Mitglieder
| Jahr | Mitglieder |
| ---- | ---------- |
| 1888 | .0020      |
| 1900 | .0161      |
| 1926 | .0890      |
| 1960 | 2.229      |
| 1985 | 3.000      |
| 1995 | 4.600      |
| 2023 | 8.976      |

## Einrichtungen der Sektion

### Hütten
- Ulmer Hütte. Die Alpenvereinshütte der Sektion Ulm des Deutschen Alpenvereins in Vorarlberg. Sie liegt in den Lechtaler Alpen auf einer Höhe von 2288 m ü. A. Die Ulmer Hütte wurde 1903 erbaut und seither immer wieder erweitert.
- Uli-Wieland-Hütte. Die Selbstversorgerhütte der Kategorie MH der Sektion Ulm des Deutschen Alpenvereines liegt in der Gemeinde Blaubeuren im Landkreis Alb-Donau-Kreis auf 550 m ü. NHN Höhe in Baden-Württemberg in Deutschland.
- Schwandalpe. Die Alpenvereinshütte der Sektion Ulm des Deutschen Alpenvereines liegt bei Thalkirchdorf im Landkreis Oberallgäu auf 936 m ü. NHN Höhe.

### Kletteranlagen
- Kletterhalle Ulm. Gemeinsam mit der Nachbarsektion DAV SSV Ulm 1846 wird eine eigene Kletterhalle auf dem TSG-Gelände im Ulmer Stadtteil Söflingen betrieben. Seit ihrem Bestehen 1993 wurde die Halle von Jahr zu Jahr den neuen Anforderungen an das höhere Kletterniveau und die steigenden Besucherzahlen angepasst. Weitere Arbeiten wie Routenbau, Kontrolle der Griffelemente und Umlenkungen sowie der Zwischensicherungen, ebenso die Reinigung und Organisationen werden monatlich durchgeführt. Sie sorgen für die Sicherheit aller Kletterer und natürlich für ein abwechslungsreiches Angebot an Touren.[8]
- Folgende Kletterhallen können von der Sektion Ulm mitbenutzt werden: Die Einstein Boulderhalle in Ulm und die Kletterhalle der Sportwelt Ottobeuren.

### Biathlonanlage
- Pistenbully-Biathlonzentrum. 2005 wurde das Pistenbully-Biathlonzentrum in Dornstadt eingeweiht. Das Trainingszentrum wurde in zwei Stufen bis zum heutigen Stand ausgebaut. Der erste Bauabschnitt beinhaltete dabei die Verlegung und Erweiterung des Luftgewehrschießstandes auf 15 Schießbahnen, sowie die Erstellung einer großen Teerfläche, die für das Technik- und Koordinationstraining zu Fuß, sowie auch für den Inliner bestens geeignet ist.

Der zweite Bauabschnitt setzte sich im Anschluss aus dem Bau einer Zisterne und dem Ausbau der Skirollerstrecke zusammen. Die Zisterne soll in Zukunft das Oberflächenwasser im Biathlonzentrum sammeln und die Ressourcen für die Beschneiung im Winter bereitstellen. Die neue Rollerstrecke beinhaltet eine beleuchtete 1,0-km-, sowie eine unbeleuchtete 1,3-km-Runde und eine neue Strafrunde. Das neu umgebaute Trainingszentrum bietet nun eine nahezu perfekte Trainingssituation.

### Geschäftsstelle
Seit 1997 ist die Geschäftsstelle in der Radgasse 27 untergebracht, modern eingerichtet und besucherfreundlich, denn in unmittelbarer Nähe befinden sich Parkmöglichkeiten und eine Bushaltestelle.

## JDAV Alpenverein Sektion Ulm
Die Alpenvereinsjugend wurde im Jahr 1919 vom Hauptverein ins Leben gerufen. Es dauerte noch Jahre, bis der Alpenverein die Ausbildung von Jugendleitern, Lehrwarte und Tourenführern vorantrieb. Die Hauptversammlung der Sektion Ulm beschoss am 19. Februar 1932 die Gründung einer Jugendgruppe. 1936 stellte ein besonderes Jahr in der Geschichte der Jugendgruppe dar. Einstimmig beschloss die Mitgliederversammlung zum Andenken des Bergsteigers Uli Wieland, der an der Deutschen Nanga-Parbat-Expedition 1934 teilgenommen hatte, jedoch seitdem am Berg verschollen ist, ihr den Namen „Uli Wieland“ zu verleihen. Im selben Jahr wurde sie als Jugendpflegeverein anerkannt. 1941 oder 1942 wurde die Jugendabteilung in HJ-Bergsteigerjugend umbenannt.
Nach Beendigung des Zweiten Weltkrieges besaß die Jugendarbeit für die Sektion Ulm eine zentrale Bedeutung. Schon am 29. November 1946 fanden sich Jungen und Mädchen zur Jugend-Bergfahrtengruppe „Uli Wieland“ zusammen. Erst zeitgleich mit der Neugründung des Deutschen Alpenvereins 1950 wurde die Jugendgruppe wieder ins Leben gerufen. Im Jahr 1956 konnte auf zehn Bergsteigerlehrgänge zurückgeblickt werden, in denen 189 junge Kletterfreunde ohne jeden Unglücksfall ausgebildet worden waren.
Die heutige Alpenvereinsjugend: Die Jugend der Sektion Ulm, der Sektion Neu-Ulm und der Sektion SSV Ulm 1846 bilden eine sektionsübergreifende Gruppierung. Hier kommen bergbegeisterte Jugendliche zusammen um gemeinsam alpine Touren durchzuführen. Dabei wird das ganze Spektrum des Bergsports abgedeckt.

## Angebote für Mitglieder
Das Ausbildungs- und Tourenprogramm der Sektion Ulm umfasst das ganze Spektrum der alpinen Betätigung: Bergwandern, Begehen von Klettersteigen, Skibergsteigen, Alpiner Skilauf, Klettern in der Halle (Anfänger und Fortgeschrittene), Felsklettern im Mittelgebirge (Anfänger und Fortgeschrittene), Felsklettern in den Alpen (Anfänger und Fortgeschrittene), Hochtouren, Mountainbike, Biathlon. Zwei Mal im Jahr erscheinen die Mitteilungen der Sektion Ulm. Eine außerordentlich wichtige Funktion in einem Großverein, vor allem wenn dieser viele auswärtige Mitglieder zählt.

## Bekannte Mitglieder
- Moriz Gemmingen, Landgerichtspräsident in Ulm und Mitglied der I. und II. Kammer der Württembergischen Landstände.
- Friedrich Prinzing, Arzt und Medizinalstatistiker.
- Ulrich Wieland, Bergsteiger und Alpinpionier.
- Adolf Merckle, Unternehmer, Investor und Jurist.
- Rolf Dick, Architekt und Politiker.
- Julia Tannheimer, Biathletin